# Бонсе
Бонсе (фр. Boncé) насеље је и општина у централној Француској у региону Центар (регион), у департману Ер и Лоар која припада префектури Шартр.
По подацима из 2011. године у општини је живело 244 становника, а густина насељености је износила 27,85 становника/km². Општина се простире на површини од 8,76 km². Налази се на средњој надморској висини од 150 метара (максималној 162 m, а минималној 144 m).

## Демографија
| 1962. | 1968. | 1975. | 1982. | 1990. | 1999. | 2011. |
| ----- | ----- | ----- | ----- | ----- | ----- | ----- |
| 145   | 164   | 157   | 178   | 197   | 193   | 244   |

График промене броја становника у току последњих година